# Сомерсет (округ, Мен)
Шаблон:StateAbbr_ 45°07′58″ пн. ш. 69°51′14″ зх. д. / 45.132915° пн. ш. 69.853996° зх. д.
О́круг Со́мерсет (англ. Somerset County) — округ (графство) у штаті Мен, США. Ідентифікатор округу 23025.

## Історія
Округ Сомерсет був заснований 1 березня 1809  року з частин округу Кеннебек і названо на честь англійського графства Сомерсет.

## Демографія
За даними перепису
2000 року
загальне населення округу становило 50888 осіб, зокрема міського населення було 13064, а сільського — 37824.
Серед мешканців округу чоловіків було 24922, а жінок — 25966. В окрузі було 20496 домогосподарств, 14117 родин, які мешкали в 28222 будинках.
Середній розмір родини становив 2,87.
Віковий розподіл населення поданий у таблиці:
| Стать    | До 15 років | 15-21 | 22-29 | 30-39 | 40-49 | 50-65 | 65-85 | Понад 85 |
| -------- | ----------- | ----- | ----- | ----- | ----- | ----- | ----- | -------- |
| Чоловіки | 5136        | 2401  | 2025  | 3638  | 4168  | 4453  | 2863  | 238      |
| Жінки    | 4957        | 2218  | 2172  | 3822  | 4213  | 4407  | 3574  | 603      |

## Суміжні округи
- Арустук — північ
- Пенобскот — схід
- Піскатаквіс — схід
- Волдо — південний схід
- Кеннебек — південь
- Франклін — південний захід
- Le Granit Regional County Municipality, Quebec[en] — захід
- Beauce-Sartigan Regional County Municipality, Quebec[en] — захід
- Les Etchemins Regional County Municipality, Quebec[en] — північний захід
- Montmagny Regional County Municipality, Quebec[en] — північний захід

## Виноски
1. ↑  Seltzer, Leon Eugene (1952). The Columbia Lippincott gazetteer of the world. Columbia Univ. Pr. с. 1794. ISBN 0-231-01559-3. OCLC 299604592.
2. ↑  History of Somerset County, Maine. history.rays-place.com. Процитовано 25 січня 2009.[недоступне посилання з 01.04.2020]
3. ↑  U.S. Decennial Census. United States Census Bureau. Архів оригіналу за 19 липня 2018. Процитовано 7 вересня 2014.
4. ↑  Historical Census Browser. University of Virginia Library. Архів оригіналу за 11 серпня 2012. Процитовано 7 вересня 2014.
5. ↑  Population of Counties by Decennial Census: 1900 to 1990. United States Census Bureau. Архів оригіналу за 23 січня 2015. Процитовано 7 вересня 2014.
6. ↑  Census 2000 PHC-T-4. Ranking Tables for Counties: 1990 and 2000 (PDF). United States Census Bureau. Архів оригіналу (PDF) за 18 грудня 2014. Процитовано 7 вересня 2014.
7. ↑  State & County QuickFacts. United States Census Bureau. Архів оригіналу за 26 жовтня 2015. Процитовано 19 серпня 2013. [Архівовано 2015-10-26 у Wayback Machine.](англ.) Наведено за англійською вікіпедією.
8. ↑  American FactFinder. Бюро перепису населення США. Архів оригіналу за 26 лютого 2012. Процитовано 31 січня 2008. [Архівовано 2008-05-21 у Wayback Machine.]

| США | Це незавершена стаття з географії США. Ви можете допомогти проєкту, виправивши або дописавши її. |